# 朱培慶 (播音員)
朱培慶，JP（1948年5月16日—），前著名電台主持，前香港廣播處長，掌管香港電台。2007年7月因一場桃色疑雲而宣佈提早退休。

## 生平
朱培慶於大窩口邨徙置區第三座，曾就讀於伊利沙伯中學（1961年入學，1966年中五），1968年預科畢業後憑政府獎學金升讀香港大學數學系。1971年取得學士學位後加入香港電台，任職助理節目主任。當時該職位只需中五會考資格，其高學歷令他成為重點培訓對象，1970年代曾被香港電台送往英國廣播公司受訓6個月，之後在港台與吳錫輝及陳任等人合作，籌辦年青人節目《青春交響曲》，對抗當時商台的著名DJ組合六啤半。1977年，他曾到美國麥迪遜威斯康辛大學修讀化學工程系，並於1979年取得理學碩士學位。
《青春交響曲》大受歡迎，令朱培慶備受賞識，先後主持《香江之晨》、《面面觀座談會》及《太平山下漫步》等時事節目，接聽市民來電、月旦社會，被視為香港烽煙節目的先驅。1988年升任教育電視台長，1992年晉升助理廣播處長，1993年再獲升為副廣播處長。
1999年年底，當時廣播處長張敏儀調任至日本東京，出任香港駐日本經濟貿易首席代表，朱培慶接任廣播處長。其任內的重要事務，包括公共廣播服務檢討、港台賬目混亂問題、員工被指控貪污，在節目上，港台批評政府的言論亦引起董建華及曾蔭權先後責難。
在他上任之初，港台編輯自主的問題在香港引起廣泛爭議，外界曾指朱培慶作風不及前任的張敏儀硬朗，擔心未能保護港台免受政治干預，但他任內曾在多個重要事件上，支持香港電台的編輯自主和言論空間。
2001年，港台節目《頭條新聞》以塔利班政權發表施捨報告比喻特首董建華，故事說很多長老要求塔利班不要留任，但塔（他）賴死不走，市民唯有跟美國人打仗，寧當俘虜，以求兩餐溫飽，還叫「北方聯盟」（北京）派人接管香港。同年10月17日，董建華批評該節目「低級趣味」，政府發言人隨後批評廣播處長作為總編輯，應切實執行「不偏不倚」的原則。事後，港台反駁節目只是嬉笑怒罵，抒發社會怨氣，堅持節目未來方針不變。
另外，港台其中一節目曾為夏金城拍攝一段音樂錄像MV「雞與龜」，但該短片卻無法引起任何熱潮。
2007年，他高調支持港台轉型公共廣播機構，同年5月更高調聲援「撐港台」遊行，在集會高呼五聲「撐」字，以示對員工的支持。
2007年，他外出尋歡時被記者拍下窩囊一面，成為新聞焦點，事後有網民將陳奕迅的《裙下之臣》的影像部份惡搞，但音樂部份仍然不變，由香港哈哈哈剪輯，片段涉及的事件有「撐港台」遊行，桃色事件以及泛民主派事後的反應。

## 下台
2007年7月5日，朱培慶與一名操非本地粵語口音、化上艷妝的女士在銅鑼灣伊利莎伯大廈一間夜店MUST KARA門外挽手同行。該女士後來被揭發為一出身四川，自稱21歲（有報道為自稱23歲），姓劉洋名Coco的風塵女子。
當時正值歌手鍾鎮濤於附近舉行小型音樂會，吸引一群娛樂記者採訪。有記者認出路過的朱培慶，立即舉機拍攝，朱培慶當時略有醉意，對大批記者的出現顯得錯愕，一度蹲下躲在女伴身後，忙亂間拿走女伴的棕色假髮，轉身走入一間餐廳，舉止狼狽。這過程被記者一一拍下，翌日成為多份報章的主要新聞。
事後，輿論一面倒質疑他召妓。有報章指他并非首次找Coco，有報章更指控有人代他支付四千元「出街費」，惹來收受利益的揣測。在眾說紛雲中，7月9日下午，朱培慶召開記者會，他表示，雖然他原定2007年開始退休前休假，並於2008年中退休，但現在已向政府提出希望儘早離職。他同時否認有人代他支付4000元費用，但卻以不涉公務為由，表明不會公開談論召妓問題。這是繼羅范椒芬後，兩個月內第二名首長級官員下台。。
對於當日狼狽的舉動，他以英語向市民作出忠告：「The only comment I would make is that alcohol is not very conducive to good behaviour. So my advice has been drink less.（我只會說酒精並不導人向善，我建議少飲些。）」。而對於因被懷疑召妓醜聞而需要下台，他以「我係無悔」來作回應。
2007年9月9日特區政府正式批准涉及「艷女門」事件的廣播處處長朱培慶提早退休的申請。當局認為毋須向朱培慶展開紀律聆訊，朱將可於明年8月結束所有休假，正式離開政府，屆時可根據退休金條例領取退休金。有估計朱培慶是次可領取高達900萬元的退休金，而在退休前休假的這段時間，亦可繼續領取每月16萬元的薪金。同時，當局會透過公開招聘及內部聘任的程序，招聘適當人士出任廣播處長一職，任期兩年半，而副廣播處長傅小慧會繼續署任廣播處長一職，直至新廣播處長上任。2008年8月，黃華麒出任新廣播處長。

## 婚姻
他太太是劉家韾，出身自無綫新聞部，曾任職平等機會委員會機構傳訊及培訓主管，因朱培慶的桃色事件而辭職。

## 榮譽
朱培慶1983年當選為香港十大傑出青年，1994年3月23日獲委任為官守太平紳士。
朱培慶尋歡事件曝光後，獲各方封為「歡樂天地」，因為佔了很多天報紙頭版。

## 資料來源
1. ↑  . 香港工商日報. 1961-07-29: 10  [2023-09-24]. （原始内容存档于2025-04-03）.
2. ↑  . 華僑日報. 1966-08-10: 15  [2022-01-30]. （原始内容存档于2022-01-29）.
3. ↑  . 華僑日報. 1968-09-08: 14  [2023-12-06].
4. ↑  .   [2007-07-10]. （原始内容存档于2007-09-28）.
5. ↑  朱培慶夜擁艷女驚惶奔逃 (星島日報2007月7月6日) 的存檔，存档日期2007-07-10.
6. ↑  朱培慶艷女同行狼狽避傳媒 (蘋果日報2007年7月6日 的存檔，存档日期2008年06月6日，.
7. ↑  朱培慶宣告希望儘早離職 (明報2007年7月9日) 的存檔，存档日期2007年10月10日，.
8. ↑  有線新聞關於朱培慶事件的報道
9. ↑  道亦有度：朱培慶摑記協嘴巴 的存檔，存档日期2007-07-07.
10. ↑  都市日報2007年7月10日 朱培慶「失措」落馬 提早退休

- 鳳凰資訊-朱培慶在港臺任職36年 曾當選香港傑出青年[永久]

## 外部連結
- 傳媒透視－70年代DJ的源起 （页面存档备份，存于）
- 朱培慶近況，己婚有兩子

| 政府职务      | 政府职务                                 | 政府职务      |
| ------------- | ---------------------------------------- | ------------- |
| 前任： 張敏儀 | 香港廣播處長 1999年11月8日－2007年9月9日 | 繼任： 黃華麒 |